# 백백교 (1992년 영화)
"백백교"는 한국의 최영철 감독이 1992년에 만든 영화로 '백백교 사건'이라는 실화를 바탕으로 하여 제작하였다. 이대근 등이 주연으로 출연하였고 정화자 등이 제작에 참여하였다.
이 영화의 소재인 백백교 사건이란 백백교라는 신흥종교의 교주 전용해와 그의 제자 문봉조 등이 1928년부터 1937년까지 10년 동안 전국 곳곳에서 80여회에 걸쳐 백백교 신도 3백여명을 살육한 실제 사건을 말한다.

## 출연

### 주연
- 이대근
- 김형자

### 조연
| - 나영진 - 홍수아 - 이춘식 - 문회원 - 김영인 - 김기주 - 김동호 - 문동근 - 조형기 - 오희찬 - 나갑성 | - 최근제 - 박동룡 - 이숙 - 유경애 - 조영선 - 이혜성 - 최상아 - 이강욱 - 이명미 - 임정하 - 김유행 - 김기범 | - 박종설 - 윤일주 - 박인순 - 최한수 - 박은숙 - 김동현 - 한찬희 - 오동훈 - 임성배 |

## 기타
- 조명: 이승구
- 녹음: 손인호
- 미술: 김유진
- 의상: 이해윤